# 紅峰旗

紅峰旗（Red Peak flag）是紐西蘭國旗公投的五個候選旗幟之一。由Aaron Dustin在2015年設計。紅峰旗也是紐西蘭國旗公投中，唯一一個不以銀葉蕨為設計概念的旗幟。

## 外部連結
- Official website of the flag （页面存档备份，存于）